# Ute Steindorf
Ute Steindorf (Wolfen, 26 augustus 1957) is een Duits roeister.
Steindorf won in 1977 de wereldtitel in de acht. In 1978 en 1979 won Steindorf de wereldtitel in de twee-zonder. Steindorf behaalde haar grootste succes in 1980 met olympisch goud in de twee-zonder.

## Resultaten

### Olympische Zomerspelen
| Jaar | Plaats | Resultaten        |
| ---- | ------ | ----------------- |
| 1980 | Moskou | in de twee-zonder |

### Wereldkampioenschappen roeien
| Jaar | Plaats    | Resultaten        |
| ---- | --------- | ----------------- |
| 1977 | Amsterdam | in de acht        |
| 1978 | Cambridge | in de twee-zonder |
| 1979 | Bled      | in de twee-zonder |
| 1981 | München   | 5e in de acht     |
| 1982 | Luzern    | in de acht        |

1976: Sijka Kelbetsjeva & Stojanka Groejtsjeva ·
1980: Ute Steindorf & Cornelia Klier ·
1984: Rodica Arba & Elena Horvat ·
1988: Rodica Arba & Olga Homeghi ·
1992: Marnie McBean & Kathleen Heddle ·
1996: Megan Still & Kate Slatter ·
2000: Georgeta Damian & Doina Ignat ·
2004: Georgeta Damian & Viorica Susanu ·
2008: Georgeta Andrunache-Damian & Viorica Susanu ·
2012: Helen Glover & Heather Stanning ·
2016: Helen Glover & Heather Stanning ·
2020: Grace Prendergast & Kerri Gowler ·
2024: Ymkje Clevering & Veronique Meester